# 空心屿
空心屿是中华人民共和国浙江省平阳县南麂镇管辖的一个岛屿。

## 历史沿革
曾名空心寺，《平阳县地名志》（1985）《中国海域地名志》（1989）均称为空心屿。因岛上有海蚀洞，通透两边，故名。

## 地理
空心屿位于温州市平阳县南麂岛大山嘴西侧7.70千米，南距上马鞍岛630米，距大陆最近点27.37千米。岸线长度315米，陆域面积4649平方米，最高点高程37.2米。出露岩石为上侏罗统高坞组熔结凝灰岩，植被以草丛、灌木为主。